# Maison, sucrée maison
 (janvier 2023).
Si vous disposez d'ouvrages ou d'articles de référence ou si vous connaissez des sites web de qualité traitant du thème abordé ici, merci de compléter l'article en donnant les références utiles à sa vérifiabilité et en les liant à la section « Notes et références ».
Maison, sucrée maison est le quatrième tome de la série de bande dessinée Les Bidochon créée par Christian Binet. Il a été publié en 1983.

## Synopsis
Lassés de la vie en HLM, Robert et Raymonde entreprennent de se faire construire une maison individuelle.

## Commentaires
- Le titre de l'album est une traduction littérale de la devise Home, Sweet Home que l'on trouve dans les foyers anglo-saxons. Le sucre, ici, n'est pas la douceur de l'âtre mais le montant élevé de la facture dressée par l'entrepreneur.
- Les pages de garde de l'album sont décorées par des notes sur une partition. Cela donne do mi si la do ré si fa si la si ré ce qui signifie « Domicile adoré si facile à cirer ».

## Couverture
Robert, au bord de l'explosion de colère, regarde le plan de construction de sa maison et Raymonde, incrédule, semble ne rien y comprendre. Au second plan, le chantier de la maison montre une cheminée qui pend à une grue.

## Documentation
- Patrick Gaumer, « Maison, sucrée maison », dans Sophie Barets (dir.), L'Année de la bande dessinée 83-84, Temps futurs, 1983, p. 15.